# Charles Émile Altorffer
Charles Émile Altorffer (* 30. Januar 1881 in Woerth; † 6. August 1960 in Strasbourg) war ein elsässischer Pfarrer, Beamter und Politiker, der während der Wiedereingliederung Elsass-Lothringens nach Frankreich und während der deutschen Besatzung Frankreichs im Zweiten Weltkrieg aktiv war.

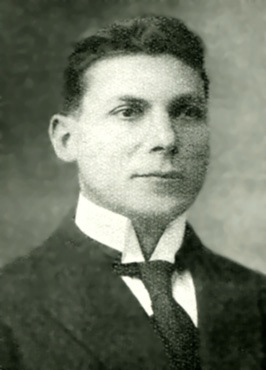
Charles Émile Altorffer (1919)

## Leben
Er wurde als Sohn eines Gerbers aus Wissembourg geboren, studierte Theologie in Strasbourg, Paris und Berlin von 1900 bis 1906, Elsass gehörte zu dieser Zeit zum Deutschen Reich. 1906 wurde er zum Priester geweiht und arbeitete als Vikar in Masevaux, Beblenheim und Westhoffen von 1906 bis 1907. 1907 heiratete er Lucie Allenbach aus Strasbourg. Von 1907 bis 1919 war er Pfarrer in Lembach, danach bis 1929 in Wissembourg. Neben seinen geistlichen Aufgaben kümmerte er sich um den Ausbau des dörflichen Kreditwesens (Raiffeisenkassen), Kindertagesstätten, Pflegezentren, öffentliche Bibliotheken und Weiterbildung für Erwachsene (Abendschulen). Am 16. November 1919 wurde er als Abgeordneter des Département Bas-Rhin in die Nationalversammlung gewählt. Er gehörte zum Bloc National, einem Zusammenschluss konservativer Parteien. 1924 wurde er wiedergewählt, verlor aber sein Mandat 1928. In dieser Zeit hatte er zahlreiche Positionen in Kommissionen, die die Wiedereingliederung des Elsass und von Teilen Lothringens in den französischen Staat organisieren sollten. Diese Aufgabe war schwierig, da die Bevölkerung der beiden Provinzen im Deutschen Reich Privilegien hatte, die es in Frankreich so nicht gab. Dies betraf insbesondere die Kranken- und Rentenversicherung. Frankreich zeigte sich großzügig und behielt die meisten Privilegien für Elsass und Lothringen bei, z. T. bis ins 21. Jahrhundert. Unter Raymond Poincaré wurde er zum Kultusdirektor der Elsass-Lothringischen Verwaltung ernannt.
1939 wurde die Bevölkerung von Elsass und Lothringen nach Westfrankreich in die Dordogne evakuiert, er wurde zum Direktor für Flüchtlingsangelegenheiten ernannt. Dort war er für das Vichy-Regime tätig, nachdem dieses die Judenverfolgung der deutschen Besatzungsmacht unterstützt hatte, nutze er seine Stellung, um Juden zu retten. Er beschaffte und transportierte finanzielle Mittel, damit Juden im Verborgenen leben konnten. Auch nachdem am 4. April 1944 die Gestapo das Büro der UGIF (Union Generale des Israélites de France) in Périgueux geschlossen und alle Mitglieder verhaftet hatte, gelang es ihm, weiter Mittel einzuschleusen.
Nach der Befreiung 1944 kam er ins Elsass zurück, übernahm zuerst wieder seinen Posten als Direktor für kirchliche Angelegenheiten bis 1949. 1947 wurde er in den Gemeinderat von Strasbourg gewählt und übernahm nach dem Tod von Charles Frey 1955 die Bürgermeisterstelle und wurde 1955 und 1959 bei den Wahlen bestätigt.

## Ehrungen
- 1959 wurde er zum Kommandanten der Ehrenlegion ernannt
- 2001 wurde er zum Gerechten unter den Völkern vom Yad Vashem Institut in Jerusalem ernannt[3]
- In Strasbourg ist seit 1970 die Straße „Quai Charles Altorffer“ nach ihm benannt[4]

## Sonstiges
Er ist der Autor des Buches L’Appel de la Vallée. Es erzählt die Geschichte eines jungen demokratischen Pfarrers, der während der Revolution nach Lembach zurückkehrte, um den Baum der Freiheit zu pflanzen.